# Ľubovec
Ľubovec (em húngaro: Lubóc) é um município da Eslováquia, situado no distrito de Prešov, na região de Prešov. Tem 15,48 km² de área e sua população em 2018 foi estimada em 516 habitantes.

## Demografia
| Ano:        | 1994 | 2004   | 2014   | 2024   |
| ----------- | ---- | ------ | ------ | ------ |
| Broj ljudi: | 499  | 513    | 501    | 525    |
| Razlika:    |      | +2,80% | -2,33% | +4,79% |

| Ano:               | 2023 | 2024   |
| ------------------ | ---- | ------ |
| Número de pessoas: | 514  | 525    |
| Diferença:         |      | +2,14% |